# Chionaema detrita
Chionaema detrita là một loài bướm đêm thuộc phân họ Arctiinae, họ Erebidae.